# Ozarkia
Ozarkia es un género de arañas araneomorfas de la familia Leptonetidae. Se encuentra en Estados Unidos. 

## Lista de especies
Según The World Spider Catalog 11.5:
- Ozarkia alabama (Gertsch, 1974)
- Ozarkia apachea (Gertsch, 1974)
- Ozarkia archeri (Gertsch, 1974)
- Ozarkia arkansa (Gertsch, 1974)
- Ozarkia blanda (Gertsch, 1974)
- Ozarkia georgia (Gertsch, 1974)
- Ozarkia iviei (Gertsch, 1974)
- Ozarkia novaegalleciae (Brignoli, 1979)
- Ozarkia serena (Gertsch, 1974)